# 乙女が奏でる恋のアリア
『乙女が奏でる恋のアリア』（おとめがかなでるこいのアリア）は2014年11月28日に株式会社ウィルプラスの男性向けブランドであるensembleから発売された18禁美少女アドベンチャーゲーム。ensemble「乙女シリーズ」の第4作に位置づけられる、いわゆる女装主人公ものである。2015年6月26日に続編『乙女が奏でる恋のアリア 君に捧げるアンコール』が発売された。

## システム
本作は、マウスクリックなどでテキストを読み進めていくという、オーソドックスな形式の恋愛アドベンチャーゲームである。
いわゆる攻略ヒロインは5人であるが、期間限定で配布されていたパッチを適用することにより、7人に増える。

## あらすじ
和泉司は全日本コンクールの声楽部門で入賞を果たした将来有望なソプラニスタ。周囲の勧めもあり、より高度な技術を学ぶためヨーロッパへ留学していたが、長期休暇を機に実家に帰省する。ところが、自宅がリフォーム工事中で家族も留守にしていることを知らなかったため、住む場所を失い途方に暮れてしまう。
ネットカフェに寝泊まりし、公園の一角で自慢の歌声を披露するなどして雨露を凌いでいたところ、お嬢様学園「深皇学園」の西條綾香から、近々開催される「深皇祭」に「歌姫」として出場してほしいと頼まれる。
綾香とその姉、学園長代理の西條法子の説得に折れた司は、深皇学園の制服に身を包み、塚原いずみと名前を変えて女装学園生活を送ることになる。

### 歌姫救出譚
深皇学園はそもそもヨーロッパのアリアンロッド女学院を基に設立された経緯がある。アリアンロッド女学院には次のような歌姫伝承が残っている。
深皇学園の学園祭「深皇祭」のメインイベントの名は「歌姫救出譚（プリンチペッサ・プレギエーラ<principessa/preghiera>）」。伝承をモチーフに考案された、歌姫（ディーバ）を助ける競技である。正式名称は覚えづらいため、基本的には「アリア」の通称で呼ばれている。
アリアには2人の歌姫と、歌姫を守護する各3名の騎士（ワルキュリア）「La Valchiria（ラ・ヴァルキーリア）」が参加する。歌姫には3つの鍵からなる錠がつけられ、各騎士は同チームの歌姫に対応した鍵を一つずつ持つ。歌姫の歌を頼りに、深皇の森に散ったメンバーが合流し、歌姫の錠を先に全て解除し救出したチームの勝ちとなる。
騎士は剣や槍、弓を用いて相手チームと戦うが、武器や防具には安全機構が標準装備されているため負傷の危険性はない。騎士との戦いで自身の武器が手から離れる、あるいは鎧に一定の衝撃を受けて外れるとリタイアとなり、鍵を持っている場合は相手に渡さなければならない。
アリアの実施には2人の歌姫が必要不可欠であるが、今回、深皇祭の直前に歌姫候補の西條希実（法子、綾香の妹）が理由を告げず出場を辞退し、開催が危ぶまれる事態に直面してしまう。姉として責任を痛感した綾香が、希実の代役を探して奔走していたところ、司と巡り会ったことで物語が始まった。
なお、アリアで最も活躍したと認められた最優秀騎士（ブリランテ）には副賞として願い事を1つ叶えてもらう権利が与えられる。

## キャスト
| 役名             | 本編         | FD           |
| 主人公           | 主人公       | 主人公       |
| ---------------- | ------------ | ------------ |
| 塚原 いずみ      | 月野きいろ   | 月野きいろ   |
| ヒロイン         |              |              |
| 西條 綾香        | 円志乃       | 円志乃       |
| 天承院 千影      | 有栖川みや美 | 有栖川みや美 |
| 二ノ宮 美琴      | 橘まお       | 橘まお       |
| 雪代 ことり      | 桐谷華       | 桐谷華       |
| 輝堂 楓          | 剣吉明日香   | 剣吉明日香   |
| 西條 希実        | 羽鳥いち     | 羽鳥いち     |
| 城ヶ崎 奏        | 鈴谷まや     | 鈴谷まや     |
| サブキャラクター |              |              |
| 如月 夕陽        | 上原あおい   | 上原あおい   |
| 久遠 佳          | かわしまりの | かわしまりの |
| 西條 法子        | あじ秋刀魚   | あじ秋刀魚   |

## スタッフ
- キャラクターデザイン - kyou、蜜キング、天之有、zinno、きみしま青[3]
- シナリオ - 水瀬拓未、甲二、有巻洋太、木村ころや[3]
- 音楽 - ミリオンバンブー

## 主題歌
オープニングテーマ「Aria」
作詞 - Duca / 作曲・編曲 - ANZIE / 歌 - Duca
エンディングテーマ「キミとメロディ」
作詞 - Duca / 作曲・編曲 - Nekusam / 歌 - Duca
FDオープニングテーマ「想いのハーモニー」
作詞 - Duca / 作曲・編曲 - Nekusam / 歌 - Duca
FDエンディングテーマ「恋のAria」
作詞 - Duca / 作曲・編曲 - 戸田章世 / 歌 - Duca

### 挿入歌
塚原 いずみ「Wonderland is yours」（おとぎの国はあなたのもの）
作詞 - 秋元凛 / 作曲 - ロドリゲスのぶ / 歌 - カーリ・サッチャー
城ヶ崎 奏「Angel Song」
作詞 - 秋元凛 / 作曲 - ロドリゲスのぶ / 歌 - まどか鈴
西條 希実「Your Life」
作詞 - 秋元凛 / 作曲 - Dahna / 歌 - 山本美禰子

## サウンドトラック
乙女が奏でる恋のアリア 〜君に捧げるアンコール〜 サウンドトラック『カーテンコールディスク』
『乙女が奏でる恋のアリア 〜君に捧げるアンコール〜』の初回版特典「乙女が奏でる恋のアリア 〜君に捧げるアンコール〜 サウンドトラック『カーテンコールディスク』」には、本編・FDの主題歌4曲、挿入歌3曲とゲーム内で使用された全BGMの合計25曲が収録されている。
| #         | タイトル                                                      | 作詞      | 作曲             | 時間 |
| --------- | ------------------------------------------------------------- | --------- | ---------------- | ---- |
| 1.        | 「深皇の園」                                                  |           | ミリオンバンブー | 2:11 |
| 2.        | 「日々、優雅に」                                              |           | ミリオンバンブー | 2:08 |
| 3.        | 「楽しげに笑いあって」                                        |           | ミリオンバンブー | 1:54 |
| 4.        | 「思いを胸に」                                                |           | ミリオンバンブー | 1:46 |
| 5.        | 「君と寄り添い語り合う」                                      |           | ミリオンバンブー | 2:05 |
| 6.        | 「深皇ラブソディー」                                          |           | ミリオンバンブー | 1:54 |
| 7.        | 「上を向いて歩こう!」                                         |           | ミリオンバンブー | 1:55 |
| 8.        | 「夕暮れ」                                                    |           | ミリオンバンブー | 1:54 |
| 9.        | 「対峙」                                                      |           | ミリオンバンブー | 1:55 |
| 10.       | 「誇り高き決闘」                                              |           | ミリオンバンブー | 2:04 |
| 11.       | 「勝利の凱歌」                                                |           | ミリオンバンブー | 2:07 |
| 12.       | 「輝きを手の中に」                                            |           | ミリオンバンブー | 1:55 |
| 13.       | 「震える涙」                                                  |           | ミリオンバンブー | 1:53 |
| 14.       | 「carnival day」                                              |           | ミリオンバンブー | 1:52 |
| 15.       | 「愛を教えて」                                                |           | ミリオンバンブー | 1:41 |
| 16.       | 「想い、重ねて」                                              |           | ミリオンバンブー | 2:07 |
| 17.       | 「静かなる幕引き」                                            |           | ミリオンバンブー | 2:03 |
| 18.       | 「アリアから未来へ」                                          |           | ミリオンバンブー | 1:58 |
| 19.       | 「Wonderland is yours」(歌：カーリ・サッチャー（塚原いずみ）) | 秋元凛    | ロドリゲスのぶ   | 1:20 |
| 20.       | 「Angel song」(歌：まどか鈴（城ヶ崎奏）)                      | 秋元凛    | ロドリゲスのぶ   | 1:38 |
| 21.       | 「Your Life」(歌：山本美禰子（西條希実）)                     | 秋元凛    | Dahna            | 1:34 |
| 22.       | 「Aria」(歌：Duca)                                            | Duca      | ANZIE            | 4:12 |
| 23.       | 「キミとメロディ」(歌：Duca)                                  | Duca      | Nekusam          | 4:38 |
| 24.       | 「想いのハーモニー」(歌：Duca)                                | Duca      | Nekusam          | 3:54 |
| 25.       | 「恋のAria」(歌：Duca)                                        | Duca      | 戸田章世         | 5:26 |
| 合計時間: | 合計時間:                                                     | 合計時間: | 58:04            |      |
乙女が奏でる恋のアリア サウンドトラック「乙女が歌う恋のアリア」
本作の楽曲のみを収めたサウンドトラック。コミックマーケット87で発売された

## 女装主人公ミニゲーム
乙女シリーズの歴代女装主人公が集結するミニゲームの第2弾「乙女シリーズ主人公ぱっち2」が、本作の発売日から2015年1月23日までの期間限定で配信されていた。

## 制作・広報
ファンディスクの『君に捧げるアンコール』の開発の際、ディレクターの真田は、原画家全員から「鎧は描くんですか？」と尋ねられたと語っている（Navelの東ノ助らとの対談中、本作の剣劇のシーンは素材数が多く、描くのが大変だろうと指摘されたことに答えたもの）。
主人公の塚原いずみを演じた月野きいろは、本作の仕事を受けた当初、「次の作品はメインだよ」と言われたことからセンターヒロインを演じることができると喜んでいた。実は主人公の少年役であったことが判明し、月野は演技の方針に悩んだ。最初の収録の際には「イケメンすぎるから、もっと可愛い方向で。もっと女の子でいいよ」という指示を受けたとしつつ、可能なかぎり月野好みの少年を演じたという。

## 反響

### 売り上げ
乙女が奏でる恋のアリア
本作は発売月（2014年11月）の売り上げにおいて、PCpressの集計では6位、Getchu.comの集計では4位、アダルトゲーム月刊誌『BugBug』の集計では4位を記録した。発売年（2014年）においては、Getchu.comの集計で34位、『BugBug』の集計では上位20位の圏外であった。
君に捧げるアンコール
ファンディスクの『君に捧げるアンコール』は、その発売月（2015年6月）の売り上げにおいて、PCpressの集計では9位、Getchu.comの集計では4位を記録した。発売年（2015年）においては、Getchu.comの集計で35位、『BugBug』の集計では上位20位の圏外であった。

### 人気投票
| 部門名       | Getchu.com | BugBug    | アワード  |
| ------------ | ---------- | --------- | --------- |
| 総合         | 圏外/20位  | 圏外/20位 | 圏外/50位 |
| シナリオ     | 圏外/10位  | 圏外/20位 | 部門なし  |
| グラフィック | 圏外/10位  | 部門なし  | 部門なし  |
| 音楽         | 圏外/10位  | 圏外/20位 | 部門なし  |
| システム     | 圏外/10位  | 圏外/20位 | 部門なし  |
| ヴォイス     | 部門なし   | 圏外/20位 | 部門なし  |
| ムービー     | 圏外/10位  | 部門なし  | 部門なし  |
| エッチ       | 圏外/10位  | 圏外/20位 | 部門なし  |
| キャラクター | 0人/20位   | 0人/20位  | 部門なし  |

乙女が奏でる恋のアリア
本作は発売月（2014年11月）のユーザー人気投票において、Getchu.comの4位を獲得した。発売年（2014年）の人気投票においては、Getchu.comでは全部門で圏外、『BugBug』では全部門で圏外、萌えゲーアワードでは上位50位の圏外であった（表：「2014年の美少女ゲーム人気投票における本作の位置」に一覧を示す。）。
君に捧げるアンコール
ファンディスクの『君に捧げるアンコール』は、その発売月（2015年6月）のユーザー人気投票において、Getchu.comの6位を獲得した。発売年（2015年）の人気投票においては、Getchu.comでは全部門で圏外、『BugBug』では全部門で圏外であった（一覧表は省略する。）。

### 批評
『BugBug』2015年2月号に本作のレビューが掲載された。本作において主人公は、赤裸々なガールズトークや過剰なスキンシップが日常茶飯事の女学園生活に女子として身を投じることになる。この点において、主人公が成り行き上ヒロインと一緒に入浴することになったり、服を脱がされそうになったりといった女装ものの約束はしっかり押さえられていると評されている。またレビュアーは、外見は女の子らしく可愛い主人公だが個別ルートに入った後は野外での行為などで男らしく決めてくれるとし、純愛系作品としては豊富なエッチシーンの数も相まって、おかずとして申し分ないと賞している。作中イベントの「アリア」では主人公のためにヒロイン達が剣を戦わせることになるが、男女の立場が通常と逆転しており、レビューではこの点が新鮮であると肯定的に評価されている。

## 関連商品
上述したサウンドトラックのほか、以下のグッズが製作されている。
- 天承院千影抱き枕カバー[10]
- 城ヶ崎奏抱き枕カバー[28]
- 二ノ宮美琴抱き枕カバー[29]
- 雪代ことり抱き枕カバー[29]
- 乙女が奏でる恋のアリア A1タペストリー[30]
- 乙女が奏でる恋のアリア 〜君に捧げるアンコール〜 A1タペストリー[30]

また、以下の作品には本作主人公の塚原いずみが登場している。
- 乙女が彩る恋のエッセンス（2016年、ensemble）
- 想いを捧げる乙女のメロディー 〜あふれる想いを調べにのせて〜（2017年、ensemble）
- 乙女が結ぶ月夜の煌めき（2018年、ensemble）
- シャイニー・シスターズ 〜女装主人公アイドルプロジェクト〜（2019年、ensemble）
- 星の乙女と六華の姉妹（2021年、ensemble）